# Herwig Nachtmann
Herwig Nachtmann (* 4. August 1940 in Innsbruck) ist ein österreichischer Zeitungsverleger, Rechtsextremist und ehemaliger Proponent der Nationaldemokratischen Partei (NDP). 1995 wurde Nachtmann wegen Veröffentlichung eines holocaustleugnenden Artikels zu einer Geldstrafe und einer bedingten Haftstrafe verurteilt.

## Herkunft und Jugend
Nachtmann ist der Sohn eines Innsbrucker Apothekers. Da der Vater als Nationalsozialist nach dem Zweiten Weltkrieg Vermögen und Existenz verlor, musste Nachtmann bereits als Jugendlicher zum Lebensunterhalt der Familie beitragen. Er studierte nach der Matura an der Universität Innsbruck und schloss sich der deutschnationalen Akademischen Burschenschaft Brixia an, der bereits sein Vater und sein Onkel angehörten. Das Studium schloss er als Diplom-Volkswirt ab.

## Südtirol-Terrorismus und NDP
In den 1960er-Jahren hatte Nachtmann Kontakt zum Befreiungsausschuss Südtirol um Norbert Burger. In einem der sogenannten „Südtirol-Prozesse“ wurde Nachtmann 1970 in Florenz in Abwesenheit verurteilt. Nachtmann lebte aufgrund dessen zwei Jahre in der Bundesrepublik. In dieser Zeit war er zudem Proponent der später verbotenen Nationaldemokratischen Partei (NDP) in Österreich. 1975 war er Leiter der NDP-Nachwuchsorganisation „Jungen Nationaldemokraten“ für den Bereich Tirol und nahm 1981 als Angehöriger der „Kameradschaft der ehemaligen Südtiroler Freiheitskämpfer“ am Begräbnis des Hitler-Nachfolgers Karl Dönitz teil. Bis 1991 war Nachtmann Mandatsträger in der vom Verfassungsschutz überwachten Hermann-Niermann-Stiftung.

## Aktionen gegen Kunstfreiheit
Nachtmann war Vorsitzender der Grazer „Bürgerinitiative gegen Religionsverhöhnung, öffentliche Perversität und Steuergeldverschwendung“ und protestierte vielfach öffentlich gegen seiner Meinung nach obszöne Kunst. So entleerte er 1981 aus Protest gegen eine Ausstellung von Hermann Nitsch eine Fuhre Mist vor dem Grazer Kulturhaus. 1983 erreichte Nachtmann mit einer Klage die Beschlagnahmung von Herbert Achternbuschs Film „Das Gespenst“ nach Paragraph 36 Mediengesetz. Es handelte sich um die ersten Beschlagnahmungsfälle in Österreich nach der Verankerung der Freiheit der Kunst im Staatsgrundgesetz.

## Aula-Verlag
Anfang der 1990er-Jahre war Nachtmann Geschäftsführer des österreichischen Aula-Verlages und Chefredakteur der rechtsextremen Zeitschrift „Die Aula“. Als solcher verantwortete er 1994 die Veröffentlichung des Artikels „Naturgesetze gelten für Nazis und Antifaschisten“, in dem eine Holocaust leugnende Schrift von Walter Lüftl als „Meilenstein auf dem Weg zur Wahrheit“ bezeichnet wurde. Der sogenannte „Lüftl-Report“, in dem die technische Durchführbarkeit des Holocaust bestritten wird, war 1992 im neonazistischen Journal of Historical Review veröffentlicht worden. 1995 wurde Nachtmann daher wegen Verstoßes gegen das Verbot der NS-Wiederbetätigung zu einer Geldstrafe von 240.000 Schilling und 10 Monaten Haft auf Bewährung verurteilt. Das Land Steiermark und die FPÖ stellten als Folge des Prozesses ihre Förderung des Magazins ein. Das Oberste Gericht Österreichs lehnte 1996 eine Nichtigkeitsbeschwerde Nachtmanns ab, reduzierte jedoch die Strafe auf 192.000 Schilling und 8 Monate Haft. Ein Einspruch gegen die Verurteilung vor der Europäischen Kommission für Menschenrechte wurde 1998 abgewiesen. Nach seiner Verurteilung gab Nachtmann den Chefredakteurs-Posten der „Aula“ auf, sein Nachfolger wurde Otto Scrinzi.